# Murray Rose
Pour les articles homonymes, voir Rose.
Iain Murray Rose (6 janvier 1939 - 15 avril 2012) est un nageur australien, quadruple champion olympique sur 400 m, 1 500 m et 4 × 200 m libre. Il est considéré comme l'un des grands noms de la natation mondiale.

## Biographie
Il naît à Nairn, en Écosse, le 6 janvier 1939, mais certaines sources indiquent qu'il serait natif de Birmingham en Angleterre, avec des origines écossaises,.
Ses parents s'installent en Australie durant sa petite enfance, peu de temps après la Seconde Guerre mondiale. Le jeune Murray commence à nager à l'âge de cinq ans avec Richard Eve, médaillé d'or au plongeon lors des Jeux olympiques d'été de 1924 à Paris. Deux ans plus tard, Sam Hertford, qui a aussi formé John Devitt, devient son entraîneur. 
Il est végétalien depuis son enfance.
Aux Jeux olympiques d'été de 1956 à Melbourne, Murray, âgé de 17 ans, s'illustre en remportant trois médailles d'or avec le relais 4 × 200 m libre, puis sur 400 m et sur 1 500 m. Il est le plus jeune vainqueur des Jeux de Melbourne et le plus jeune triple champion olympique de l'histoire des Jeux. L'année suivante, il s'installe avec ses parents à Los Angeles, où il nage auprès du coach Peter Daland et étudie à l'université de Californie du Sud. Aux Jeux olympiques d'été de 1960 à Rome, il remporte à nouveau trois médailles : l'or sur le 400 m libre, l'argent sur le 1 500 m libre, terminant deuxième derrière son compatriote John Konrads, et le bronze sur le 4 × 200 m. 
Après avoir décroché quatre nouvelles médailles d'or pour l'Australie aux Jeux du Commonwealth à Perth en novembre 1962, Murray retourne aux États-Unis, achève ses études d'art dramatique et dans les médias télévisuels. Son diplôme en poche, il se tourne vers le cinéma. Il obtient de petits rôles dans les films Ride the Wild Surf (1964) et Ice Station Zebra (1968), mais sa carrière d'acteur ne décolle pas et se conclut sur un échec.
Il n'abandonne pas pour autant la natation et bat un nouveau record mondial sur le 1 500 m libre lors des championnats des États-Unis, nageant la distance en 17 min 1 s 8 le 2 août 1964. Toutefois, il n'est pas sélectionné pour les Jeux olympiques d'été de 1964 à Tokyo, n'ayant pu se présenter au mois de février précédent aux championnats australiens. Privé d'une chance historique d'enlever une médaille dans trois Jeux olympiques différents, Murray Rose enlève quatre courses, 220 yards, 440 yards, 880 yards et 1650 yards , en septembre 1964 à Vancouver, au Canada. Il y bat à l'occasion son dernier record mondial, avec 8 min 55 s 5 sur 880 yards. 
Il demeure trente ans aux États-Unis, où il travaille comme commentateur sportif avant d'entamer une carrière dans le marketing. Il ne rentre en Australie que dans le courant des années 1990. Murray intègre l'association The Rainbow Club dont il devient président et donne des cours de natation à des enfants handicapés.
Il est nommé Membre de l'Ordre d'Australie pour services à la natation et reçoit la médaille australienne des Sports en 2000. La même année, il figure parmi les huit porte-drapeaux olympiques lors de la cérémonie d'ouverture des Jeux olympiques d'été de 2000 à Sydney. Murray Rose reçoit la médaille du Centenaire en 2001. 
Il meurt le 15 avril 2012 à Sydney des suites d'une leucémie.
Ses parents ont écrit, chacun de son côté, un livre le concernant :
- Faith, Love and Seaweed, rédigé par son père, Ian Falconer Rose, qui décrit son régime végétarien ;
- et une biographie, The Flame Within, signée par sa mère, Eileen Rose.

## Jeux olympiques
- Jeux olympiques d'été de 1956 à Melbourne 
  -  Médaille d'or sur 400 m libre.
  -  Médaille d'or sur 1 500 m libre.
  -  Médaille d'or en relais 4 × 200 m libre.
- Jeux olympiques d'été de 1960 à Rome 
  -  Médaille d'or sur 400 m libre.
  -  Médaille d'argent sur 1 500 m libre.
  -  Médaille de bronze en relais 4 × 200 m libre.